# Карлополис
Карлополис (порт. Carlópolis) — муниципалитет в Бразилии, входит в штат Парана. Составная часть мезорегиона Север Пиунейру-Паранаэнси. Входит в экономико-статистический  микрорегион Венсеслау-Брас. Население составляет 14 006 человек на 2006 год. Занимает площадь 447,857 км². Плотность населения — 31,3 чел./км².

## История
Город основан 2 апреля 1907 года.

## Статистика
- Валовой внутренний продукт на 2003 год составляет 62 675 909,00 реалов (данные: Бразильский институт географии и статистики).
- Валовой внутренний продукт на душу населения на 2003 год составляет 4580,23 реалов (данные: Бразильский институт географии и статистики).
- Индекс развития человеческого потенциала на 2000 год составляет 0,727 (данные: Программа развития ООН).

## География
Климат местности: субтропический. В соответствии с классификацией Кёппена, климат относится к категории Cfa.